# Stigmina carpophila
Stigmina carpophila è un fungo ascomicete parassita delle piante. È conosciuto anche come Coryneum beijerinckii. Sulle drupacee provoca la malattia nota come corineo, vaiolatura o impallinatura.

## Sintomatologia
Sulle foglie, il fungo provoca macchie rossastre tondeggianti, circondate da un alone clorotico; in seguito le macchie necrotizzano, disseccano e si distaccano, lasciando la foglia bucherellata. Sui rametti la malattia si manifesta con lesioni cancerose, da cui fuoriesce un essudato gommoso. Sui frutti appaiono tacche tondeggianti di colore bruno-rossastro, le quali suberificano e si può riscontrare la presenza di essudato gommoso.

## Ciclo Biologico
Il Corineo può svernare sotto forma di micelio nelle lesioni o sotto forma di spora agamica (conidio) sempre sui cancri rameali.
I conidi svernanti germinano e penetrano i tessuti vegetali, procedendo poi con il ciclo di fruttificazioni, il fungo si blocca nel periodo estivo con temperature superiori ai 25-26 °C.

## Lotta
La malattia si può prevenire con due trattamenti, uno in autunno e l'altro alla fine dell'inverno, con l'uso di sali di rame o di ditiocarbammati.